# British Academy Television Awards de 2011
O British Academy Television Awards de 2011 (BAFTA TV Awards 2011) foi realizado em 22 de maio de 2011. As indicações foram anunciadas em 26 de abril. Teve Graham Norton como anfitrião da cerimônia.

## Vencedores
Os vencedores estão em negrito.
| Melhor Ator | Melhor Atriz |
| --- | --- |

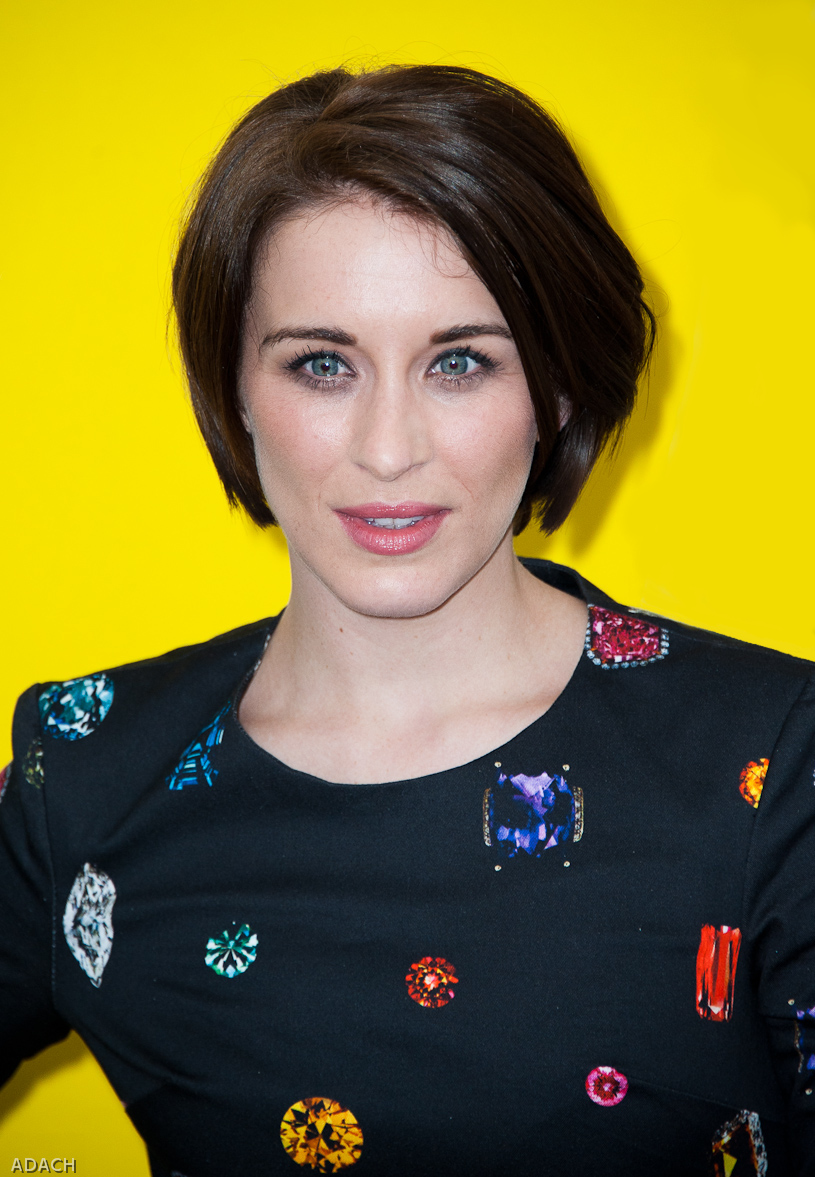
Vicky McClure, venceu melhor atriz

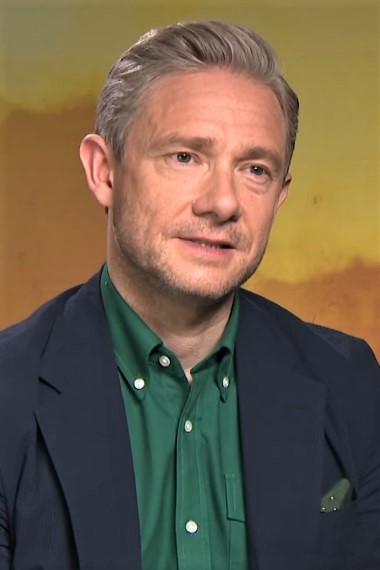
Martin Freeman, venceu melhor ator coadjuvante

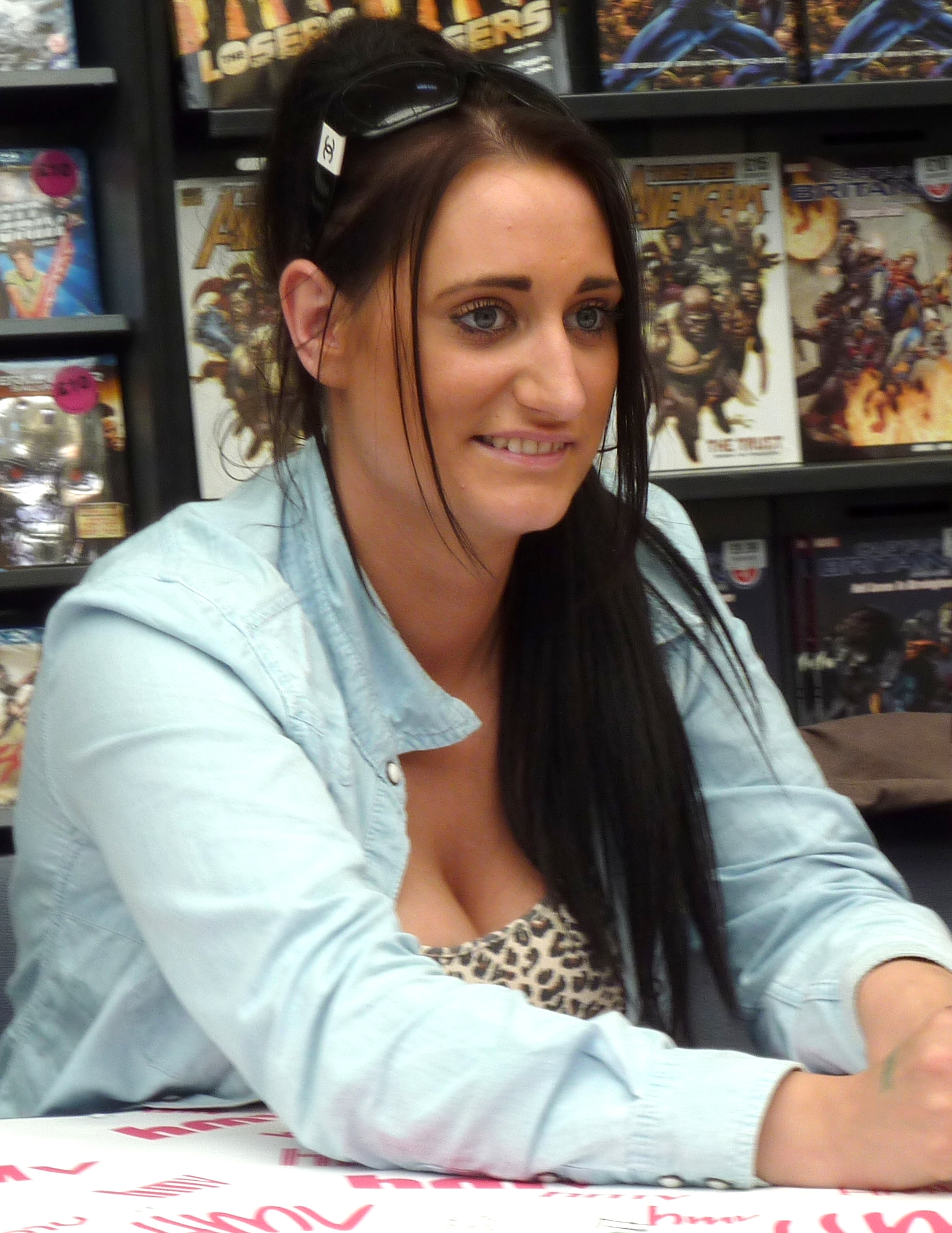
Lauren Socha, venceu melhor atriz coadjuvante

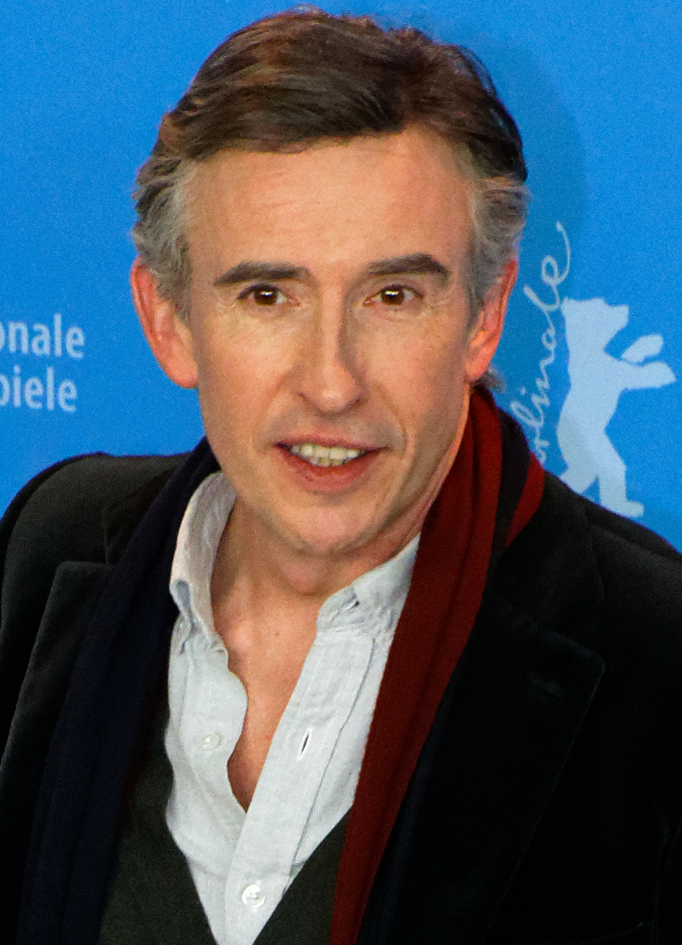
Steve Coogan, venceu melhor ator de comédia

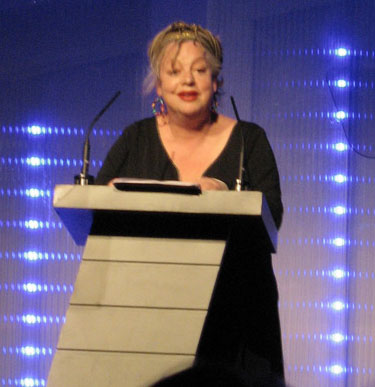
Jo Brand, venceu melhor atriz de comédia

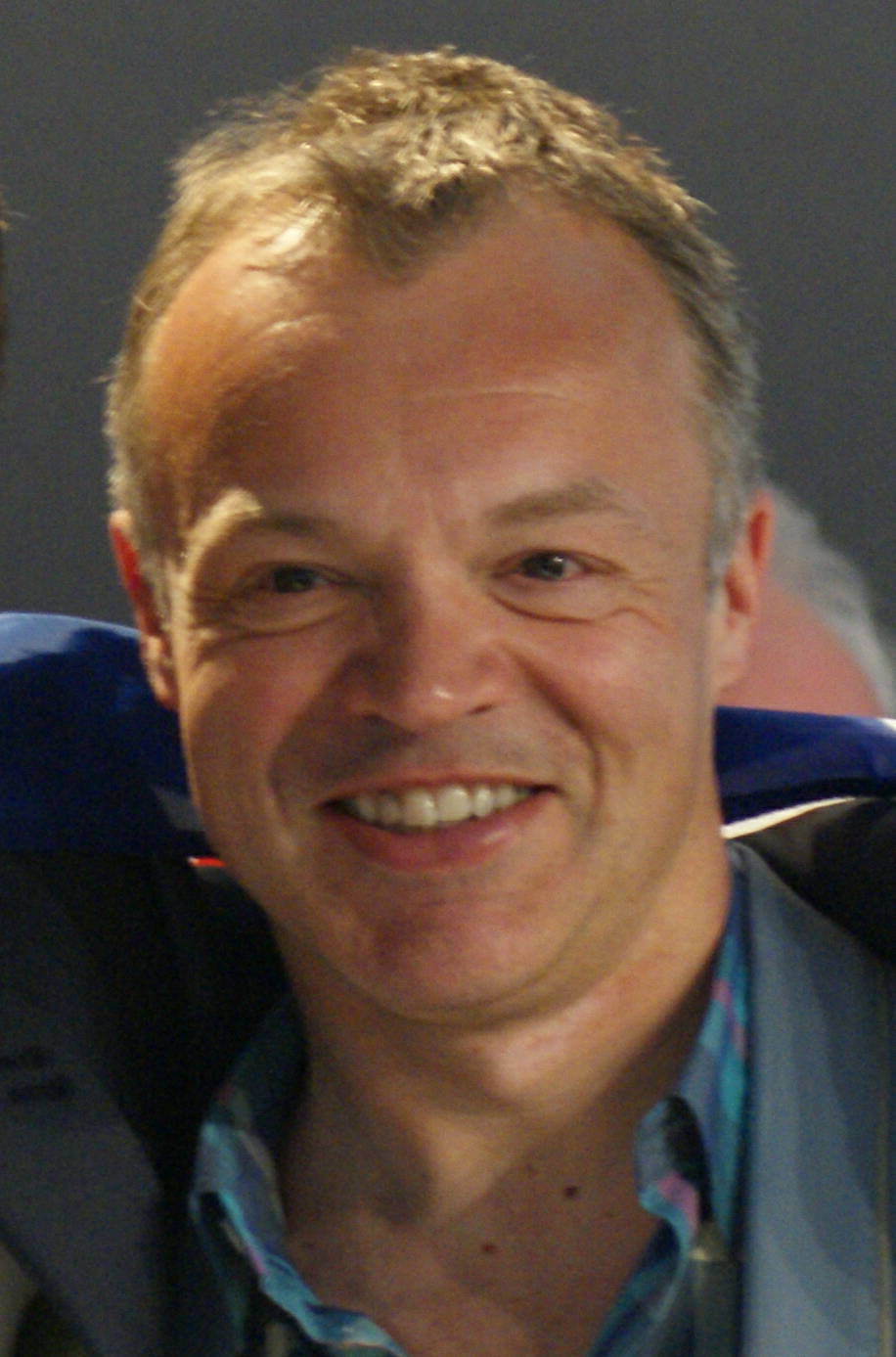
Graham Norton, venceu melhor performance de entretenimento

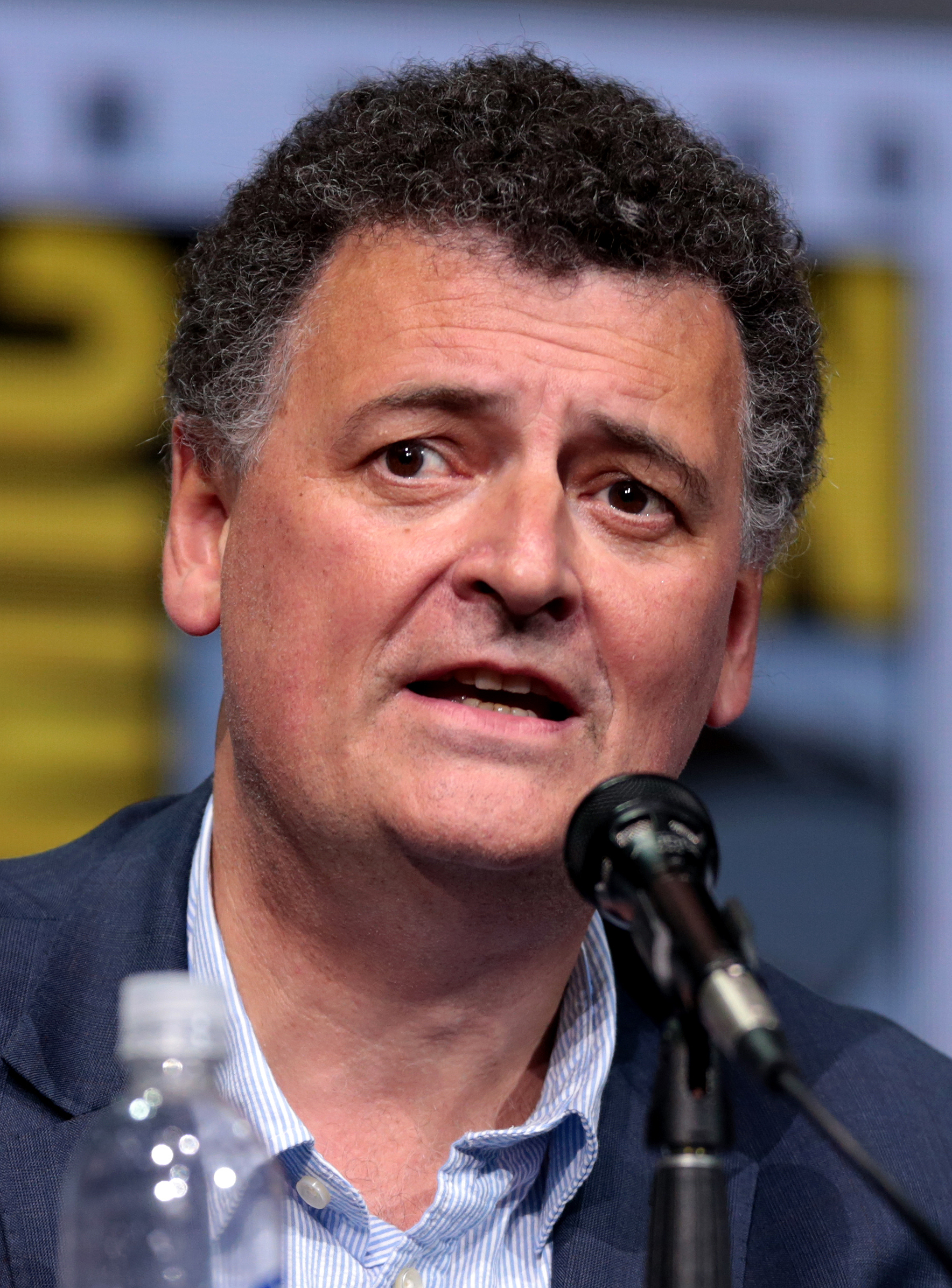
Steven Moffat, co-criador de Sherlock, eleita melhor série dramática

| - Daniel Rigby – Eric and Ernie como Eric Morecambe (BBC Two) - Jim Broadbent – Any Human Heart como Logan Mountstuart (Channel 4) - Benedict Cumberbatch – Sherlock como Sherlock Holmes (BBC One) - Matt Smith – Doctor Who como O Doutor (BBC One) | - Vicky McClure – This is England '86 como Lorraine "Lol" Jenkins (Channel 4) - Anna Maxwell Martin – South Riding' como Sarah Burton (BBC One) - Natalie Press – Five Daughters como Paula Clennell (BBC One) - Juliet Stevenson – Accused como Helen Ryland (BBC One)                 |
| Melhor Ator Coadjuvante | Melhor Atriz Coadjuvante |
| - Martin Freeman – Sherlock como John Watson (BBC One) - Brendan Coyle – Downton Abbey como John Bates (ITV1) - Johnny Harris – This is England '86 como Michael "Mick" Jenkins (Channel 4) - Robert Sheehan – Misfits como Nathan Young (E4)         | - Lauren Socha – Misfits como Kelly Bailey (E4) - Gillian Anderson – Any Human Heart como Wallis, Duquesa de Windsor (Channel 4) - Lynda Baron – The Road to Coronation Street como Violet Carson (BBC Four) - Jessie Wallace – The Road to Coronation Street as Pat Phoenix (BBC Four) |
| Melhor Ator de Comédia | Melhor Atriz de Comédia |
| - Steve Coogan – The Trip como Steve Coogan (BBC Two) - James Buckley – The Inbetweeners como Jay Cartwright (E4) - Tom Hollander – Rev. como Adam Smallbone (BBC Two) - David Mitchell – Peep Show como Mark Corrigan (Channel 4)                    | - Jo Brand – Getting On como Kim Wilde (BBC Four) - Dawn French – Roger and Val Have Just Got In como Val Stevenson (BBC Two) - Miranda Hart – Miranda como Miranda (BBC Two) - Katherine Parkinson – The IT Crowd como Jen Barber (Channel 4)                                          |
| Melhor Performance de Entretenimento | Melhor Drama Único |
| - Graham Norton – The Graham Norton Show (BBC One) - Rob Brydon – The Rob Brydon Show (BBC Two) - Stephen Fry – QI (BBC Two) - Harry Hill – Harry Hill's TV Burp (ITV1)                                                                               | - The Road to Coronation Street (BBC Four) - Eric and Ernie (BBC Two) - I Am Slave (Channel 4) - The Special Relationship (BBC Two) |
| Melhor Minissérie | Melhor Série Dramática |
| - Any Human Heart (Channel 4) - Mad Dogs (Sky1) - The Sinking of the Laconia (BBC Two) - The Promise (Channel 4) | - Sherlock (BBC One) - Being Human (BBC Three) - Downton Abbey (ITV1) - Misfits (E4) |
| Melhor Novela ou Drama Continuado | Melhor Programa Internacional |
| - EastEnders (BBC One) - Casualty (BBC One) - Coronation Street (ITV1) - Waterloo Road (BBC One) | - The Killing (DR1/BBC Four) - Boardwalk Empire (HBO/Sky Atlantic) - Glee (Fox/E4) - Mad Men (AMC/BBC Four) |
| Melhor Série Factual | Melhor Especialista Fatual |
| - Welcome to Lagos (BBC Two) - Coppers (Channel 4) - One Born Every Minute (Channel 4) - The Young Ones (BBC One) | - Flying Monsters (Sky 3D) - Alan Bennett and the Habit of Art (The Making Of) (More4) - Human Planet (BBC One) - Pompeii: Life and Death in a Roman Town (BBC Two) |
| Melhor Documentário | Melhor Participação |
| - Between Life and Death (BBC One) - The Dancing Boys of Afghanistan (More4) - Pink Saris (More4) - Scenes From a Teenage Killing (BBC Four) | - Hugh's Fish Fight (Channel 4) - Come Dine with Me (Channel 4) - Mary Queen of Shops (BBC Two) - Pineapple Dance Studios (Sky1) |
| Melhor Nova Mídia | Melhores Assuntos Atuais |
| - O Mundo das Invenções de Wallace & Gromit (BBC One) - BBC Lab UK/Brain Test Britain (BBC) - Malcolm Tucker: The Missing Phone (BBC) - Misfits (E4)                                                                                                  | - Zimbabwe's Forgotten Children (BBC Four) - Kid's in Care – (Panorama) (BBC One) - Lost Girl's of South Africa (Dispatches) (Channel 4) - Secret Iraq (BBC Two) |
| Melhor Cobertura Jornalística | Melhor Esporte |
| - ITV News at Ten: "The Cumbria Murders" (ITV1) - BBC News at Ten: "Handover of Power" (BBC One/BBC News) - Channel 4 News: "From Chile’s Ecstasy to Congo’s Agony" (Channel 4) - Sky News: "Egypt Crisis" (Sky News)                                 | - F1 - The 2010 Abu Dhabi Grand Prix (BBC One/BBC Sport) - Seis Nações 2010 – England vs. Wales (BBC One/BBC Sport) - 2010 FA Cup Final (ITV/ITV Sport) - Wimbledon 2010 (BBC One/BBC Sport)                                                                                            |
| Melhor Programa de Entretenimento | Melhor Comédia Roteirizada |
| - O Cubo (ITV1) - The Graham Norton Show (BBC One) - Have I Got News For You (BBC One) - The X Factor (ITV1) | - Rev. (BBC Two) - Mrs. Brown's Boys (BBC One) - Peep Show (Channel 4) - The Trip (BBC Two) |
| Melhor Comédia (Programa ou Série) | Prêmio do Público YouTube |
| - Harry & Paul (BBC Two) - Catherine Tate’s Little Crackers (Sky1) - Come Fly With Me (BBC One) - Facejacker (Channel 4) | - The Only Way is Essex (ITV2) - Meu Grande Casamento Cigano (Channel 4) - Downton Abbey (ITV1) - The Killing (DR1/BBC Four) - Miranda (BBC Two) - Sherlock (BBC One) |
| Prêmio BAFTA Fellowship | Prêmio BAFTA Special |
| - Sir Trevor McDonald | - Peter Bennett-Jones |